# Eunimbatana
Eunimbatana là một chi bướm đêm thuộc họ Erebidae.